# Weltmeisterschaften im Bogenschießen 1965
Die Weltmeisterschaften im Bogenschießen 1965 wurden vom 25. bis 28. Juli im schwedischen Västerås ausgetragen.

## Ergebnisse Recurvebogen
| Disziplin         | Gold                                                           | Silber                                                 | Bronze                                                 |
| ----------------- | -------------------------------------------------------------- | ------------------------------------------------------ | ------------------------------------------------------ |
| Männer Einzel     | Matti Haikonen                                                 | Joseph Thornton                                        | Ben Walker                                             |
| Frauen Einzel     | Marie Lindholm                                                 | Anita Schlebusch                                       | J. Rijff                                               |
| Männer Mannschaft | Vereinigte Staaten Joseph Thornton Ben Walker Dick Tone        | Finnland Matti Haikonen Jorma Sandelin Tuomo Virtanen  | Schweden John Bask Kjell-Åke Dunder Per-Ola Jäderberg  |
| Frauen Mannschaft | Vereinigte Staaten Grace Amborski Helen Thornton Ardelle Mills | Finnland Marie Lindholm Elma Haikonen Tuulikki Valkama | Großbritannien Chris Britton Pamela White Joan Chapman |

## Medaillenspiegel
| Platz  | Land               | Gold | Silber | Bronze | Gesamt |
| ------ | ------------------ | ---- | ------ | ------ | ------ |
| 1      | Finnland           | 2    | 2      | –      | 4      |
| 2      | Vereinigte Staaten | 2    | 1      | 1      | 4      |
| 3      | Südafrika          | –    | 1      | 1      | 2      |
| 4      | Großbritannien     | –    | –      | 1      | 1      |
| 4      | Schweden           | –    | –      | 1      | 1      |
| Gesamt | Gesamt             | 4    | 4      | 4      | 12     |